# Шулявська республіка

Пам'ятний знак на території КПІ

Шуля́вська народна респу́бліка — квазідержавне утворення страйкуючих робітників Києва, що протягом 4 днів — з 12 до 16 грудня 1905 року — існувало на території декількох робітничих кварталів Шулявки у Києві. Було розгромлене імператорськими військами.

## Становлення
11 грудня 1905 року, на знак підтримки грудневого збройного повстання в Москві, Рада робітничих депутатів Києва вирішила розпочати масовий страйк. Наступного дня, 12 грудня 1905 року, припинили роботу усі великі підприємства міста. Опорна база бунтівних пролетарів розмістилася на робітничій Шулявці — місцевості Києва, де й раніше було небезпечно з'являтися жандармам. Вже через декілька годин після проголошення страйку тут утворився район «революційного порядку» — озброєні робітничі дружини патрулювали територію, втихомирюючи хуліганів та роззброюючи загони поліції. У звіті міністерства юстиції Російської імперії щодо цих подій згодом повідомлялося:
«…Робітники, що з'явилися у кількості близько ста чоловік, озброєні револьверами … відібрали у чинів поліції шашки та револьвери. Вигнаних поліцейських дружинники попередили, що їх буде вбито у разі, якщо вони спробують заарештувати кого-небудь з робітників…»
Шулявку (а саме її район між заводом Ґретера і Криванека та Політехнічним інститутом) проголосили «робітничою республікою». Штаб міських партизанів розташувався у приміщенні 1-го корпусу Київського політехнічного інституту, який став «столицею» республіки. Також тут містилася Рада робітничих депутатів, якій робітники надали повноваження єдиного органу влади у місті Києві. «Президентом» Шулявської республіки та Головою Ради депутатів був обраний пролетар Федір Олексієв.
Повсталих робітників масово підтримали студенти та викладачі КПІ.

## Маніфест та вимоги повстанців
Того ж 12 грудня, у перший день існування Шулявської республіки, Рада робітничих депутатів виголосила Маніфест, який наголошував:
«Громадяни Шулявської республіки виступають за скасування монархічного абсолютизму, за свободу зібрань та слова, за соціальне визволення, за амністію політв'язням, за національну емансипацію українського, польського, єврейського та інших народів Російської імперії, за негайне припинення єврейських погромів, що ганьблять наш народ».
Також повстанцями були висунуті вимоги:
- організувати пенсійну касу;
- забезпечити нормальні умови роботи;
- скасувати непомірні штрафи;
- покращити медичне обслуговування;
- організувати систему державного страхування;

## Розгром
Проте вже незабаром стало зрозуміло, що «робітничій республіці» не судилося довго існувати: суперечки між більшовиками та меншовиками у Раді та комітеті Російської соціал-демократичної робітничої партії пригальмували розвиток повстання.
Тим часом уряд, в особі генерал-губернатора Володимира Сухомлинова, оговтавшись, стягнув з усього міста до двох тисяч поліцейських, підтриманих армійськими частинами, що оточили бунтівні квартали. У ніч на 16 грудня 1905 року Шулявську республіку було жорстоко розгромлено: поліція обшукувала усі будинки та робітничі цехи, вилучала зброю. Тих, хто чинив опір негайно арештовували. «Президент» Олексієв встиг втекти, проте вже незабаром був арештований у Саратові.

## Трактування явища
Шулявська республіка довгий час лишалася суперечливим явищем в історії України. За радянських часів ця історична подія трактувалася як «початок боротьби пролетарів за соціальне визволення», а вже у незалежній Україні Шулявську республіку засуджували, називаючи цю подію однією із перших спроб більшовиків здійснити державний переворот. Сьогодні поширена концепція, що Шулявська республіка була саме українським робітничим рухом, і, таким чином, у свій спосіб сприяла становленню демократичних традицій в Україні.